# Manuel Mejuto González
Manuel Enrique Mejuto González (n. 16 aprilie 1965, La Felguera, Langreo) este un fost arbitru spaniol de fotbal. Cele mai importante meciuri din cariera sa sunt două meciuri arbitrate la Euro 2004 în Portugalia și Finala Ligii Campionilor 2005 dintre Liverpool și Milan. De asemenea, el a mai arbitrat 3 meciuri în Cupa UEFA și 37 de meciuri în UEFA Champions League.

## Palmares
- Trofeul Guruceta: 2001–02, 2002–03, 2003–04
- Silbato de Oro: 1993–94 (Segunda División B), 2003–04 (La Liga)
- Premiul Don Balón (cel mai bun arbitru spaniol): 1996–97, 1998–99, 2002–03, 2005–06, 2007–08